# Курт Вюстгофф
Курт Вюстгофф (нім. Kurt Wüsthoff; 27 січня 1897, Аахен — 23 липня 1926, Дрезден) — німецький льотчик-ас, лейтенант Прусської армії. Кавалер ордена Pour le Mérite.

## Біографія
Вступивши на військову службу в 16 років, Вюстгофф отримав свій сертифікат пілота, але через вік не міг бути відправлений на фронт, і його залишили в 6-му запасному льотному дивізіоні в Гросенгайні на посаді інструктора.
В 1915 році Вустхофф зумів домогтися переведення в 1-шу бомбардувальну ескадру, що знаходилася на секторі фронту у Фландрії, а потім літав над Болгарією, Румунією, Македонією і Грецією, виконуючи бомбардувальні і розвідувальні завдання до червня 1917 року. Підвищений у званні до віцефельдфебеля, він був направлений в 4-ту винищувальну ескадрилью на Західний фронт.
1 серпня 1917 року Вюстгофф був зроблений в офіцери. З грудня 1917 року він тимчасово виконував обов'язки командира 4-ї винищувальної ескадрильї, і з 22 лютого 1918 року офіційно вступив на цю посаду, причому з 16 березня поєднував її з роботою в штабі 1-ї винищувальної ескадри. Недовго пробувши в 13-му запасному льотному дивізіоні, 16 червня 1918 року, коли його рахунок досяг 27 перемог, отримав під своє командування 15-ту винищувальну ескадрилью 2-ї винищувальної ескадри, але вже 17 червня був збитий і взятий в полон. Того дня він летів на завдання, взявши «напрокат» Fokker D.VII, № 2469/18 Георга Гантельманна, і раптово був атакований кількома британськими літаками з 24-ї та 23-ї ескадрилій Королівських ВПС. Підбитий вогнем противника і поранений в обидві ноги, Вюстгофф близько полудня здійснив аварійну посадку недалеко від села Каші.
Всього за час бойових дій здобув 27 перемог (з них 3 аеростати), ще 1 перемога залишилась непідтвердженою.
Він повернувся з французького полону в 1920 році, провівши більшу частину цього часу на шпитальному ліжку, але все одно міг ходити в той момент тільки на милицях, оскільки французький персонал табору для військовополонених недбало поставився до лікування його ран.
Вюстгофф продовжив лікування вже у німецьких лікарів, які помістили його в шпиталь ще на 2 роки, але в результаті він зміг навчитися ходити самостійно, домігся прийняття його на роботу одним австрійським автопромисловцем і повернувся в авіацію. Взявши участь в аерошоу, присвяченому збору коштів для створення меморіалу Максу Іммельманну в Дрездені, він розбився 18 липня 1926 року під час виконання фігур вищого пілотажу і помер від ран через 5 днів.

## Нагороди
- Залізний хрест 2-го і 1-го класу
- Нагрудний знак військового пілота (Пруссія)
- Королівський орден дому Гогенцоллернів, лицарський хрест з мечами
- Pour le Mérite (26 липня 1917) — наймолодший кавалер.